# Parkers Crossroads
Parkers Crossroads é uma cidade localizada no estado norte-americano de Tennessee, no Condado de Henderson.

## Demografia
Segundo o censo norte-americano de 2000, a sua população era de 241 habitantes.
Em 2006, foi estimada uma população de 261, um aumento de 20 (8.3%).

## Geografia
De acordo com o United States Census Bureau tem uma área de
3,8 km², dos quais 3,8 km² cobertos por terra e 0,0 km² cobertos por água.

## Localidades na vizinhança
O diagrama seguinte representa as localidades num raio de 32 km ao redor de Parkers Crossroads.